# Ivars de Noguera
Ivars de Noguera è un comune spagnolo di 339 abitanti situato nella comunità autonoma della Catalogna.